# Kam"jana Mohyla
Kam"jana Mohyla (in ucraino Кам'яна Могила?; in russo Каменная Могила?, Kamennaja Mogila; lett. "Tomba di Pietra") è un sito archeologico che si trova nella valle del fiume Molochna, a circa un chilometro e mezzo dal villaggio di Terpinnja, nell'oblast di Zaporižžja, Ucraina.
Il sito è costituito da un isolato gruppo di blocchi di arenaria, alti fino a dodici metri, sparsi per un'area di circa 3.000 metri quadrati. Una leggenda Noghai racconta che essi sono il risultato di un tafferuglio tra due Bogatyr, i quali iniziarono a scagliarsi delle pietre a vicenda. In realtà i blocchi iniziarono a formarsi in un banco di sabbia dell'oceano Tetide. Il sito fu per molto tempo un'isola del fiume Molochna, ma attualmente rimane più a ovest del corso d'acqua. Si pensa che sia l'unico affioramento di arenaria della zona.

## Scavi archeologici
La forma di questa collina di sabbia ricorda molto i kurgan. Nel 1889, l'archeologo russo Nikolay Veselovsky fu chiamato a esplorare l'enigmatico sito e gli scavi iniziarono l'anno successivo. Appena si cuncluse che il complesso era un tumulo funerario, gli scavi vennero chiusi e fino al primo terzo del XX secolo non furono eseguite più ricerche in situ.
Nel 1930 il sito è stato oggetto di indagine da parte di un team di studiosi provenienti da Melitopol sotto la guida di Valentin Danylenko (1913-82). Il giovane archeologo affermò di aver scoperto trenta grotte con petroglifi e iscrizioni che datò dal XX secolo a.C. al XVII secolo d.C. Danylenko riprese il suo lavoro sul sito dopo la seconda guerra mondiale e affermò di aver scoperto ulteriori tredici grotte con petroglifi.

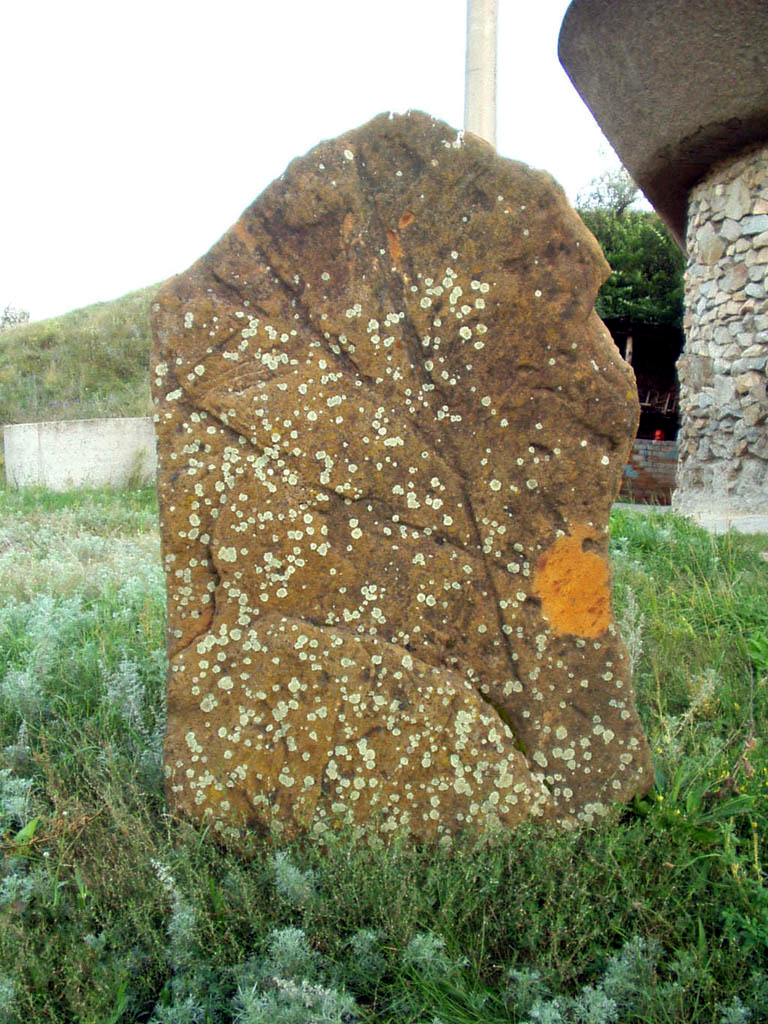
Pietra con petroglifo.

Anche se le sue dichiarazioni suscitarono qualche dubbio, il sito fu inserito tra i luoghi di interesse storico nel 1954, questo per evitare che la zona fosse distrutta dalla costruzione di una riserva idrica. Nel corso dei decenni successivi, la condizione di petroglifi è visibilmente peggiorata.

## Interpretazione
Il resoconto del lavoro di Danylenko fu pubblicato postumo, ma il tutto fu ripreso da Anatoly Kifishin nel 2001 per attirare maggiore attenzione su Kam"jana Mohyla. In questo controverso lavoro, Kifishin compara i petroglifi di Kamenna Mohyla a quelli di Çatal Hüyük e conclude che entrambi sono legati alla scrittura cuneiforme sumera. Poco prima della sua morte, Igor Diakonov, si scagliò pesantemente contro questa ipotesi, tuttavia venne ripresa con enfasi dai media locali e portata all'attenzione dell'opinione pubblica.
I petroglifi vennero rinvenuti solo dentro le grotte presenti nel sito, molte delle quali sono ancora ripiene di sabbia. Le incisioni non sono state finora riparate dagli elementi o vandali, alcune sono ricoperte da una patina di tinta rossa. Siccome non sono stati rinvenuti resti di insediamenti umani nelle vicinanze, molti studiosi ritengono che la collina fu un santuario isolato, remoto. Non è ancora chiaro se il sito risalga al paleolitico o al neolitico; in realtà sembra più probabile una datazione più prossima a noi, anche se una presunta raffigurazione di mammut sposterebbe la datazione indietro nel tempo.
Nel 2006 il governo ucraino ha nominato il sito per l'inserimento nel Patrimonio dell'umanità dell'UNESCO. Nel complesso, le immagini ritrovate in situ rappresentano tracce di esercizi religiosi dei cacciatori e allevatori di bovini della steppa dal XX secolo a.C. al XVII secolo d.C. Alcune grotte sono di origine artificiale; i vari strati con resti rinvenuti risalgono dal neolitico fino al medio evo e questo rende il sito di Kam"jana Mohyla uno dei più antichi templi megalitici del mondo che è rimasto in funzione per molte migliaia di anni.

## Galleria d'immagini

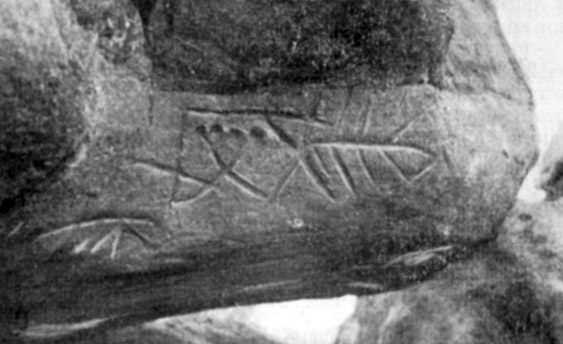
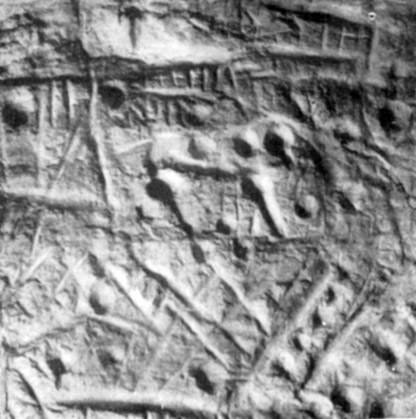
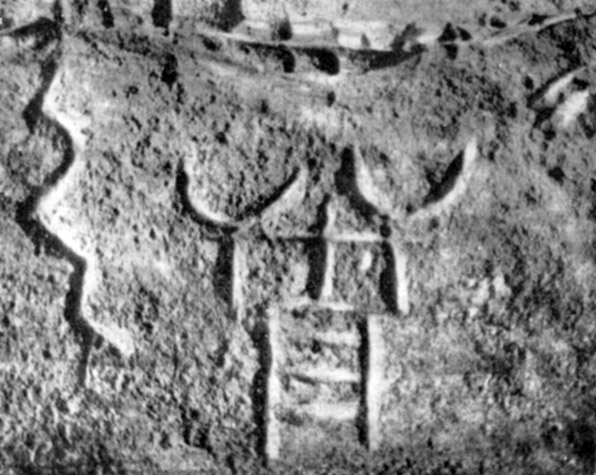
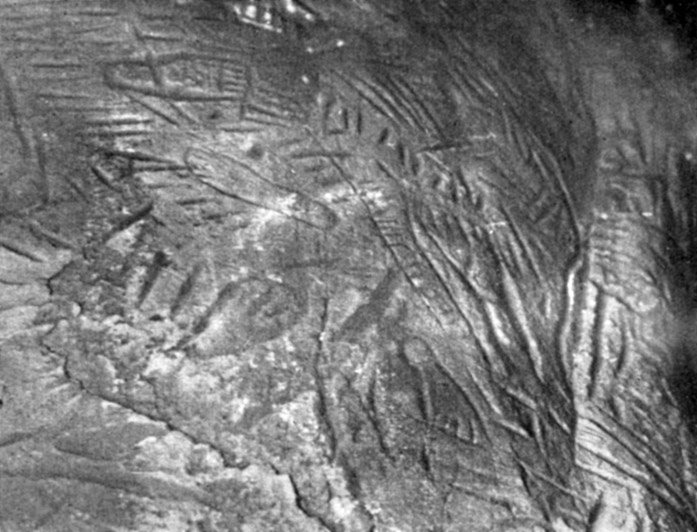
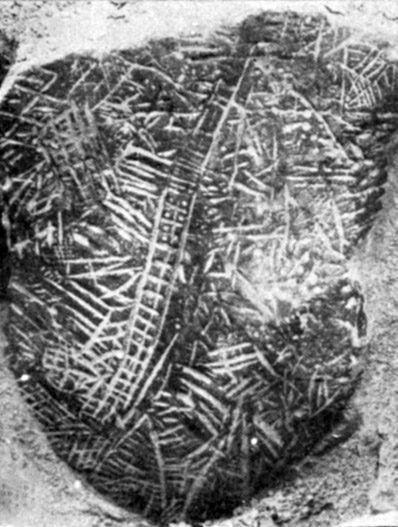
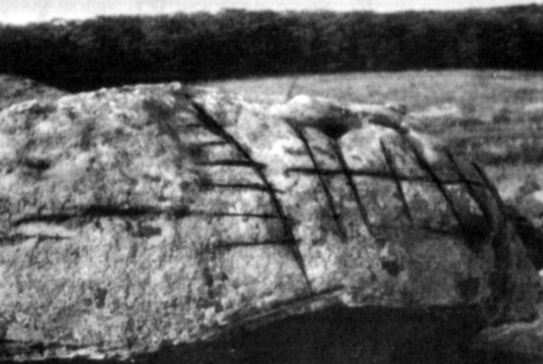
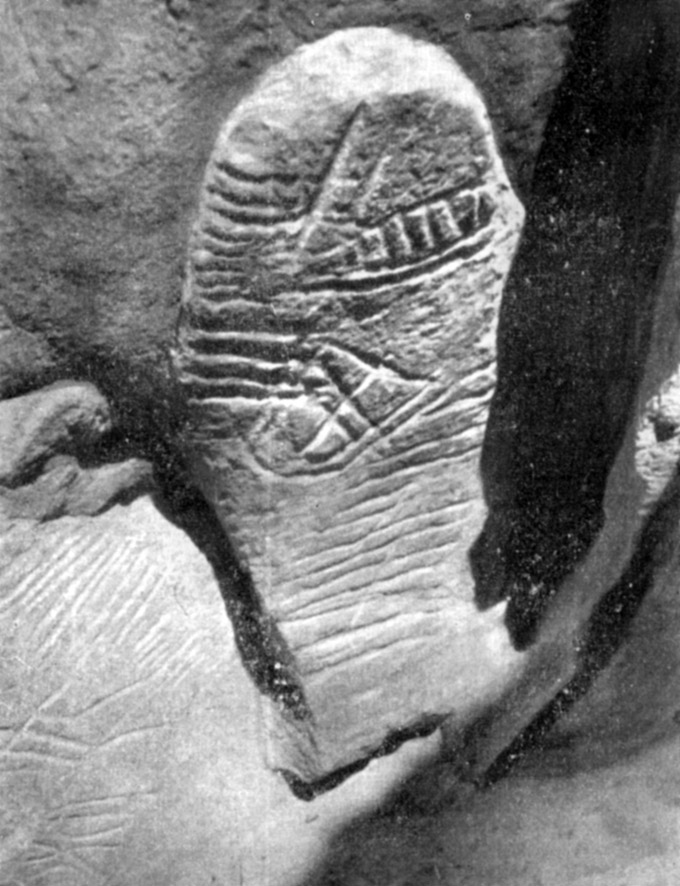
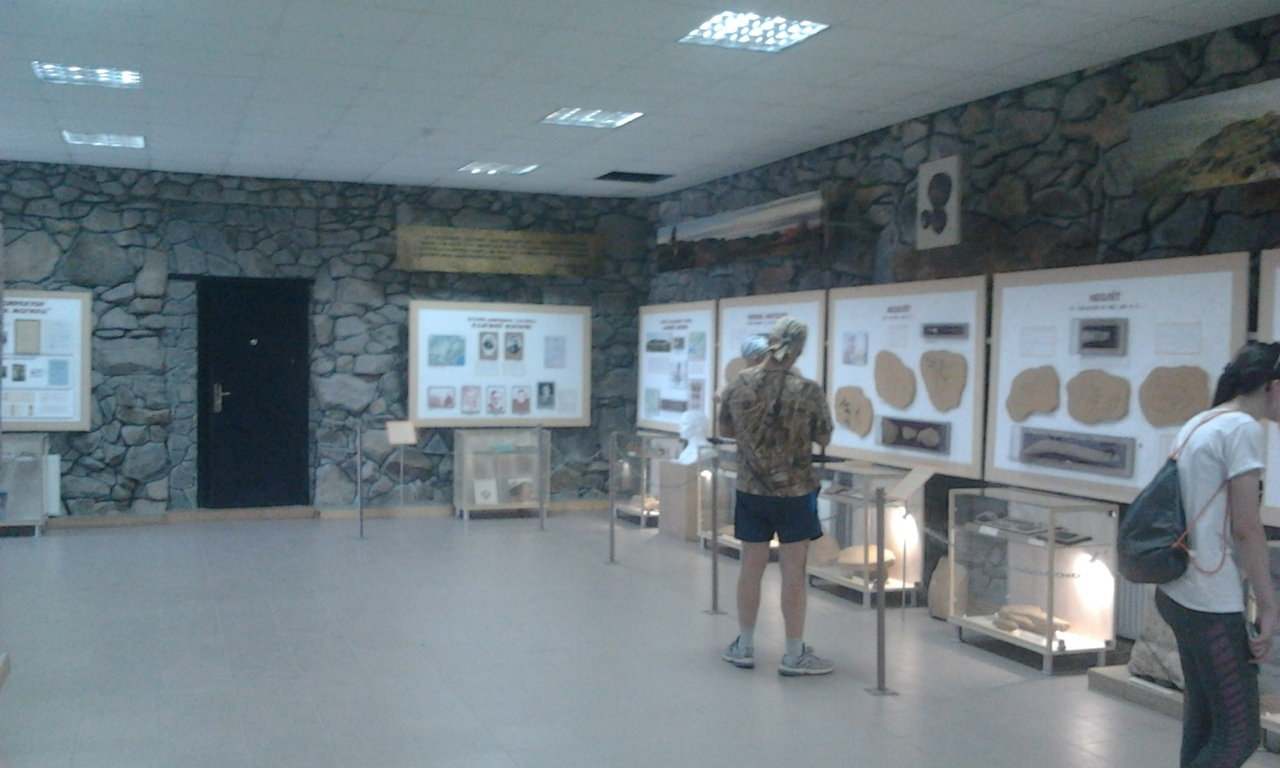
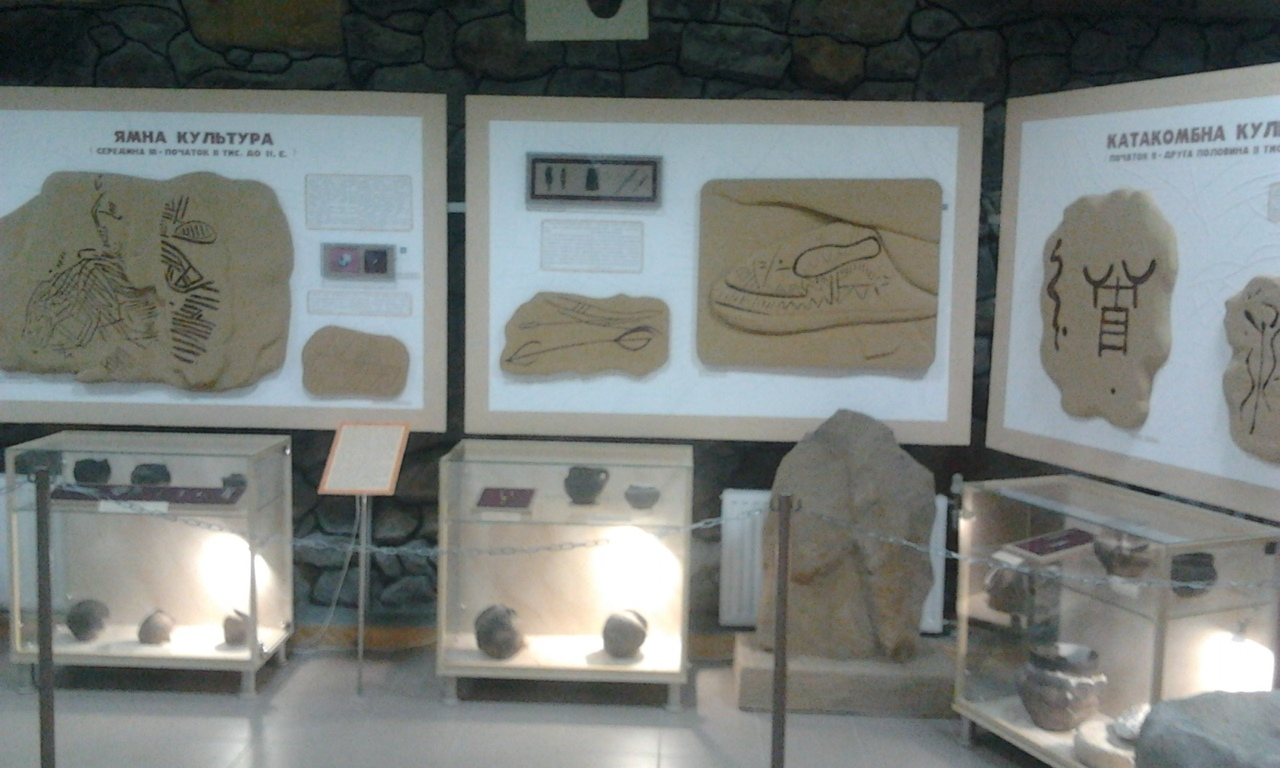